# Diecezja Gruzji
Diecezja Gruzji – diecezja Apostolskiego Kościoła Ormiańskiego z siedzibą w Tbilisi w Gruzji.
Aktualnym (2022) administratorem (locum tenens) diecezji jest ks. Kirakos Dawtjan.